# Холокост в Смолевичском районе
Холокост в Смолеви́чском районе — систематическое преследование и уничтожение евреев на территории Смолевичского района Минской области оккупационными властями нацистской Германии и коллаборационистами в 1941—1944 годах во время Второй мировой войны, в рамках политики «Окончательного решения еврейского вопроса» — составная часть Холокоста в Белоруссии и Катастрофы европейского еврейства.

## Геноцид евреев в районе
Смолевичский район был полностью оккупирован немецкими войсками в июне 1941 года, и оккупация продлилась более трёх лет — до 2 июля 1944 года. Нацисты включили Смолевичский район в состав территории, административно отнесённой в состав генерального округа Белорутения рейхскомиссариата Остланд.
Вся полнота власти в районе принадлежала зондерфюреру — немецкому шефу района, который подчинялся руководителю округи — гебитскомиссару. Во всех крупных деревнях района были созданы районные (волостные) управы и полицейские гарнизоны из белорусских коллаборационистов.
Для осуществления политики геноцида и проведения карательных операций сразу вслед за войсками в район прибыли карательные подразделения войск СС, айнзатцгруппы, зондеркоманды, тайная полевая полиция (ГФП), полиция безопасности и СД, жандармерия и гестапо.
Одновременно с оккупацией нацисты и их приспешники начали поголовное уничтожение евреев. «Акции» (таким эвфемизмом гитлеровцы называли организованные ими массовые убийства) повторялись множество раз во многих местах. В тех населенных пунктах, где евреев убили не сразу, их содержали в условиях гетто вплоть до полного уничтожения, используя на тяжелых и грязных принудительных работах, от чего многие узники умерли от непосильных нагрузок в условиях постоянного голода и отсутствия медицинской помощи.

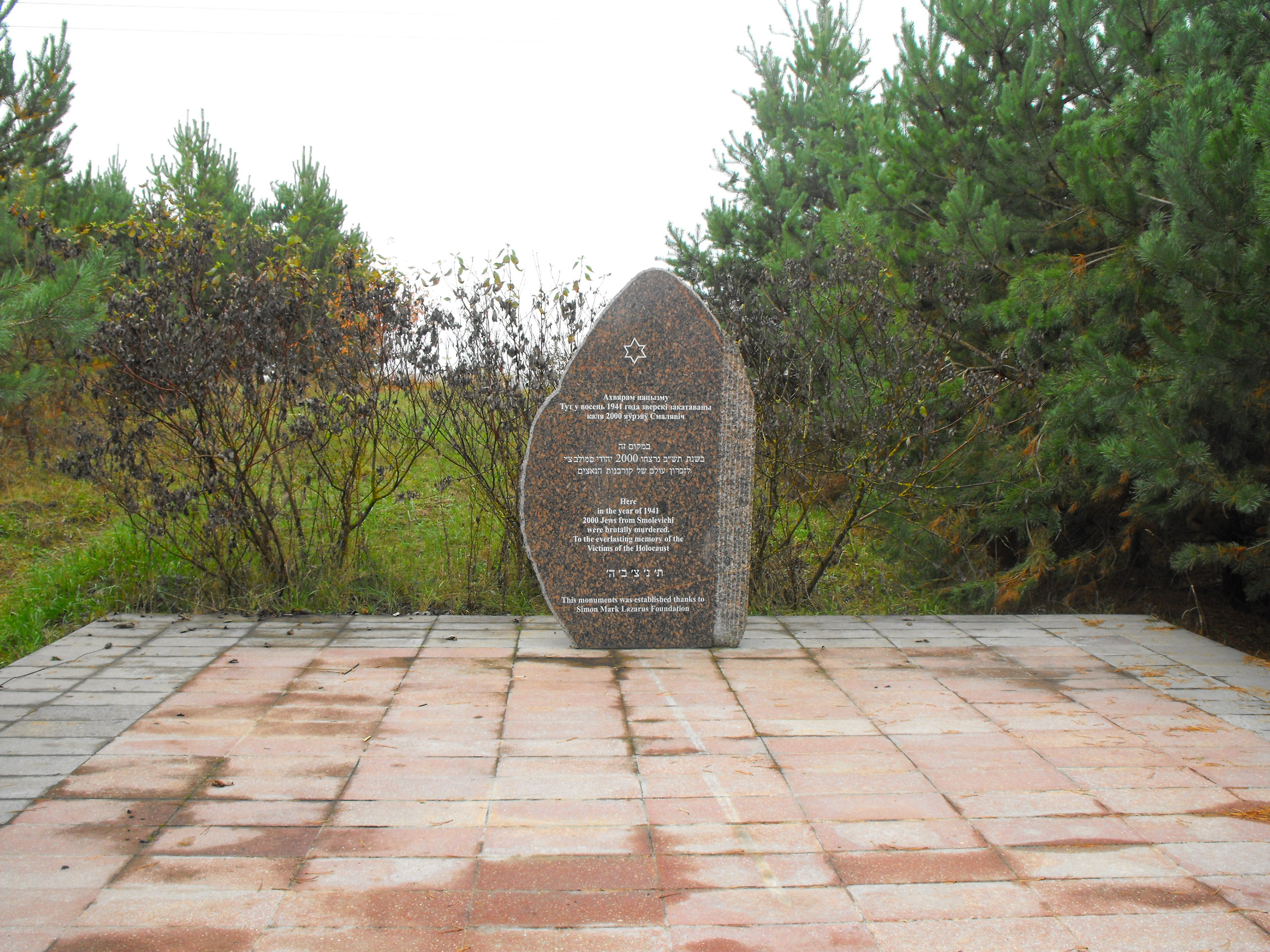
Памятник на месте убийства смолевичских евреев осенью 1941 года

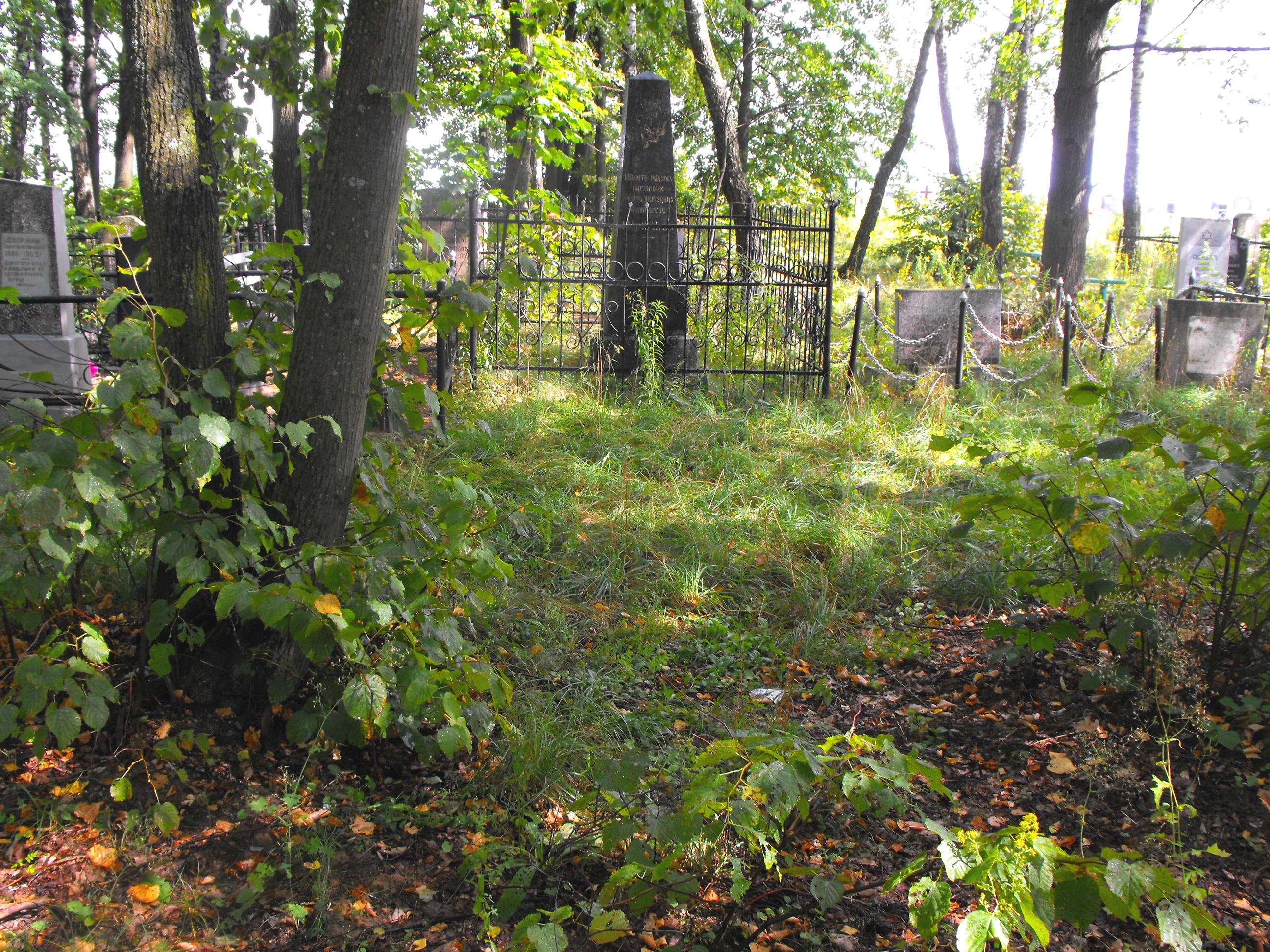
Памятник на еврейском кладбище на месте перезахоронения части останков смолевичских евреев, убитых осенью 1941 года

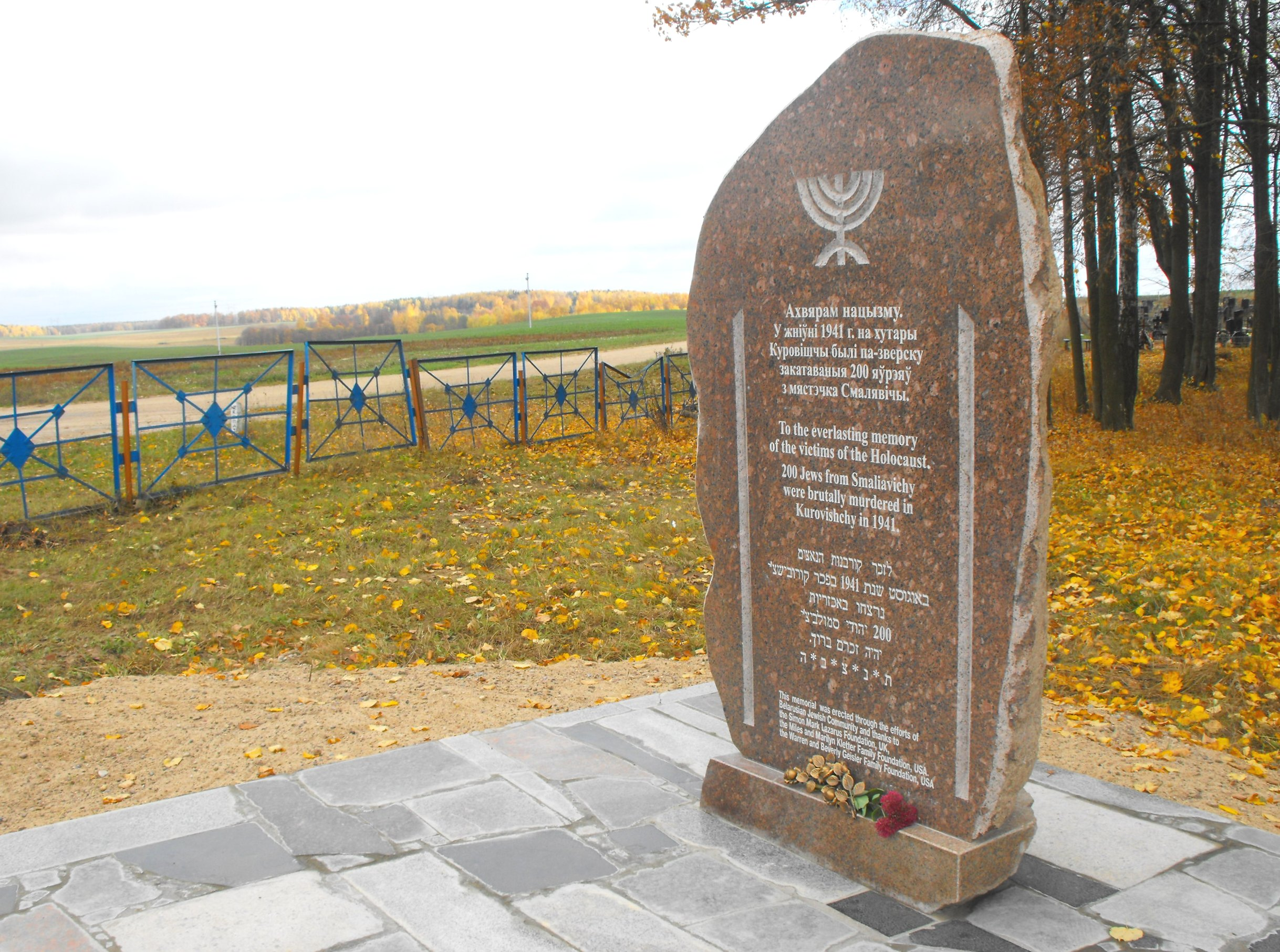
Мемориальный знак в память 200 смолевичских евреев, убитых в августе 1941 года возле хутора Куровищи

За время оккупации практически все евреи Смолевичского района были убиты, а немногие спасшиеся в большинстве воевали впоследствии в партизанских отрядах.
Евреев в районе убили в Смолевичах, Жодино, Осово и других местах.

## Гетто
Оккупационные власти под страхом смерти запретили евреям снимать желтые латы или шестиконечные звезды (опознавательные знаки на верхней одежде), выходить из гетто без специального разрешения, менять место проживания и квартиру внутри гетто, ходить по тротуарам, пользоваться общественным транспортом, находиться на территории парков и общественных мест, посещать школы.
Реализуя нацистскую программу уничтожения евреев, немцы создали на территории района одно гетто — в посёлке Смолевичи, в котором с лета 1941 года до 13 сентября 1941 года были убиты более 2200 человек.

## Случаи спасения и «Праведники народов мира»
В Смолевичском районе 2 человека были удостоены почетного звания «Праведник народов мира» от израильского мемориального института «Яд Вашем» «в знак глубочайшей признательности за помощь, оказанную еврейскому народу в годы Второй мировой войны»:
- Подберезко Любовь — за спасение Свержинской Любы в деревне Великое Залужье[14].
- Сиваков Павел — за спасение Палей (Ботвинник) Софьи и её сестры Ботвинник Лизы в лесах района[15].

## Память
Опубликованы неполные списки жертв геноцида евреев в Смолевичском районе — в Жодино, Осово, Смолевичах.
Три памятника убитым евреям района установлены в Смолевичах.